# 獸人必須死3
《兽人必须死3》是羅伯特娛樂开发的动作塔防游戏，于2020年发行，为兽人必须死系列的第四部作品，是《兽人必须死2》的直接续集。该作于2020年7月14日在Stadia限时独占，于2021年7月23日在Windows、PlayStation 4、Xbox One和Xbox Series X/S上发布。

## 游戏玩法
与前作一样，《兽人必须死3》是塔防游戏的变种。玩家扮演两个战争法师学徒之一，使用角色的武器和特殊能力以及设置陷阱来抵御兽人军队的进攻。游戏共有18个不同的关卡。
本作有故事模式、无尽模式、每周挑战模式和两人合作的多人游戏模式。本作还有一个全新的战争情景模式，该模式让玩家以更大规模（最多1000人）防御兽人军队，可以使用称为“战争机器”的超大陷阱来防御堡垒。
故事发生在《兽人必须死2》的20年后。

## 资料片
2020年11月6日，《兽人必须死3》推出资料片“Drastic Steps”，该资料片有一个新故事战役、5个新场景、一张无尽地图、更多的武器、陷阱、敌人和英雄服饰。

## 评价
Metacritic对《兽人必须死3》打出“中等”的评价。